# Техничка школа Врање
Седамдесетих година израђена је данашња зграда Техничке школе. Са радом је почела 1. септембра 1965. године. Наиме, то је био и центар за квалификацију радника за стручно образовање Владимир Вујовић Вујо. Тих година дошло је до спајање ових двеју установа. У овом образовном центру постојала су два смера: машински и мешовити. Била су формирана истурена одељења на простору данашњих Општина, Босилеграда, Владичиног Хана и Трговишта где су данас и самосталне образовне установе. Техничка школа осамдесетих година има више од 60 одељења са више од 15 занимања, која се временом мењају зависно од потреба привреде. Неуспех реформи и друштвена превирања доводе до одвајања и поделу на две школе: Средња машинско-електротехничка школа В.В. Вујо и текстилно-дрвно прерађивачка школа Браћа Рибар. Машинско-електротехничка школа В.В. Вујо је и даље пратила потребе врањске привреде. Касније је верификована као Пољопривредно-ветеринарска струка. Године 1990. ће настати Пољопривредно-ветеринарска школа. Стеван Синђелић . Техничка школа Врање је самостално кренула са радом 1994. године,где добија своје име и простор за рад.
Техничка школа Врање је водећа стручна школа на простору Пчињског округа. Истиче се својом опремљеношћу и условима за рад. Образује ученике у три подручја рада Саобраћај, Електротехника, Машинство и обрада метала. Кабинети ове школе су опремљени са најновијим рачунарима, лабораторије са најновијом опремом. Настава се избоди у учионицама, радионицама и ван школе. У предузећима које омогућавају, бољу и ефикаснију праксу, са којима Техничка школа има одличну сарадњу.
Техничка школа се може похвалити бројним успесима са разних такмичења, како на регионалним тако и на републичким. Школу чине колектив са 95 радника.
У склопу школе, налази се и Ауто школа. У оквиру ње изводи се обука за стицање возачке дозволе B и C категорије. Обука је обвезна за ученике саобраћајне струке. Можемо истаћи, да је поред наставе у овој школи, обавезна и пракса за будуће возаче. Такође је омогућена обука и за остале грађане.
Ову школу похађају и ванредни ученици (старији од 17 година који немају средње стручно обрадовање). И ученици који кроз одређене видове доквалификације и преквалификације стичу потребну стручну спрему и образовање.

## Електротехника
У овај образовни профил се уписују ученици у два смера:
1. Електротехничар рачунара
2. Електротехничар енергетике.

Електротехничар рачунара у овај образовни профил, ђаци стичу знање о раду на рачунарима. Изучавању хардвер и софтвер рачунарског система. Одржавање електронике на рачунарима и рачунарским мрежама. Стичу се адекватна знања о инсталацији оперативног система и апликација, непосредној примени рачунара у решавању низа различитих задатака, пројектовању програма, конфигурисању и покретању рачунарске мрежа. Програмирања као и мноштво других видова програмских језика.
Електротехничар енергетике у овом образовном профилу ђаци стичу знање за начине производње, преноса и дистрибуције електричне енергије. Електротехничар енергетике поседује знања из области електричних машина, енергетске електронике и аутоматског управљања. Стручна пракса се обавља ван школе, или у кабинетима, који су опремљени савременом технологијом.

## Саобраћај
У овај образовни профил уписују се ученици у два смера:
1. Техничар друмског саобраћаја
2. Возач моторних возила.

Техничар друмског саобраћаја стиче знање о правилном регулисању саобраћаја. Контролише рад возног парка и посада моторних возила. Прави планове сервисирања, неге на моторним возилима. Израђује планове и свакодневно прати кориштење радног времена возног особља,
припрема и води евиденције и документацију о списку путника. После завршетка овог профила, ученик је у обавези да положи возачки испит.
Возач моторних возила имају предности у полагању и бесплатну обуку "Ц" категорије. Стиче знање о транспорту, безбедности,и узроку људских фактора. Познаје основне конструктивне елементе моторних возила, њихове делове и агрегате. Познаје начин рада, функције делова и склопова као и њихову повезаност, схвата потребе правилног руковања и одржавања моторних возила у целини. Користи и врши обраду транспортне документације, путног налога и друге документације у складу са врстом превоза.

## Машинство и обрада материјала
У овај образовни профил уписују се ученици у три смера:
1. Машински техничар за моторна возила
2. Техничар за компјутерско управљање
3. Оператер машинске обраде

Машински техничар за моторна возила У овом образовном профилу,ученици стичу знање о моторима, моторним возилима и њиховој опреми, начину функционисања, правилној експлоатацији, одржавању, као и о основним елементима аутоматизације. Обучавају се на најсавременијем уређају марке WURTH за аутодијагностику на моторним возилима. Ученицима се као обавезан део наставе омогућава обука за возача Б категорије.
Техничар за компјутерско управљање ученици интензивно се изучавају рад на рачунарима који обухвата компјутерску графику, моделирање (3D) помоћу рачунара, као и припрему, подешавање, програмирање и управљање компјутерски вођених машина (CNC). Ова CNC машинама има примену без обзира да ли се врши обрада метала, дрвета или других материјала.
Оператер машинске обраде је савремени профил мајстора за машинску обраду на високопродуктивним CNC машинама. Оператер машинске обраде треба да овлада знањима која се односе на геометријске особине алата, материјала, технологије обраде. Практична настава изводи се у све три године у школској радионици на класичним алатним машинама и савременим школским кабинетима који су опремљени CNC машинама произвођача ЕМСО. Овај профил се обједињују знања стругара, глодача и брусача, за рад на класичним машинама.

## Галерија
- Улаз у Техничку школу
- Ходник у школи
- Двориште школе
- хол школе